# 31725 Anushazaman
31725 Anushazaman è un asteroide della fascia principale. Scoperto nel 1999, presenta un'orbita caratterizzata da un semiasse maggiore pari a 2,6752802 UA e da un'eccentricità di 0,0577604, inclinata di 3,30239° rispetto all'eclittica.